# Anastatus racinei
Anastatus racinei är en stekelart som beskrevs av Girault 1915. Anastatus racinei ingår i släktet Anastatus och familjen hoppglanssteklar. Inga underarter finns listade i Catalogue of Life.